# Пауки (село)
Пауки (укр. Павуки) — село в Николаевской городской общине Стрыйского района Львовской области Украины.
Занимает площадь 0,018 км². Почтовый индекс — 81621. Телефонный код — 3241.